# 饮冰室文集
《饮冰室文集》是梁启超在（清）光绪二十八年（1902年）自选的文集，以编年体印行，广智书局出版。光绪三十一年（1905年），民国四（1915年）年改为分类体，中华书局出版。民国五年（1916年），收入新民说的一些篇章（《论公德》《论私德》等）。「飲冰」一詞源於《莊子‧人間世》：「今吾朝受命而夕飲冰，我其內熱與？」原意就是比喻自己內心之憂慮。

## 《饮冰室文集》的分類

### 政论
- 《论不变法之害》
- 《少年中国说》
- 《论公德》
- 《论私德（节录）》
- 《科学精神与东西文化》

### 传记
- 《戊戌六君子传》

### 随感
- 《英雄与时势》
- 《国权与民权》
- 《中国之社会主义》

### 讲演
- 《梁任公与英报记者之谈话》
- 《人权与女权》
- 《情圣杜甫》

### 书信
- 《致孙中山函三件》
- 《致康有为书》
- 《致孙逸仙书》
- 《致袁世凯书》